# Radosław Czerniak
Radosław Czerniak (ur. 31 maja 1969 w Kłodzku, zm. 18 lipca 2022) – były koszykarz oraz trener. W 2010 roku postanowił rozstać się z koszykówką i zająć własnym biznesem. W przeszłości sprawował również funkcję asystenta trenera koszykarskiej reprezentacji Polski – Muliego Katzurina.
Pochowany na Cmentarzu Jerzmanowskim we Wrocławiu.

## Sukcesy jako zawodnik[3]
- czterokrotny Mistrz Polski w sezonach 1990/91, 1991/92, 1992/93 i 1993/94
- zdobywca Pucharu Polski w sezonie 1991/92

## Osiągnięcia jako trener[3]
- Awans do Polskiej Ligi Koszykówki z:
  - Górnikiem Wałbrzych (2007)
  - Turowem Zgorzelec (2004)
- Trener drużyny Południa podczas meczu gwiazd I ligi (2007)[4]

## Nagrody
- Najwybitniejszy trener dyscypliny zespołowej regionu wałbrzyskiego w roku 2006[5]